# Diócesis de Limoges
La diócesis de Limoges (en latín: Dioecesis Lemovicensis y en francés: Diocèse de Limoges) es una circunscripción eclesiástica de la Iglesia católica en Francia. Se trata de una diócesis latina, sufragánea de la arquidiócesis de Poitiers. Desde el 11 de mayo de 2017 su obispo es Pierre-Antoine Bozo.

## Territorio y organización

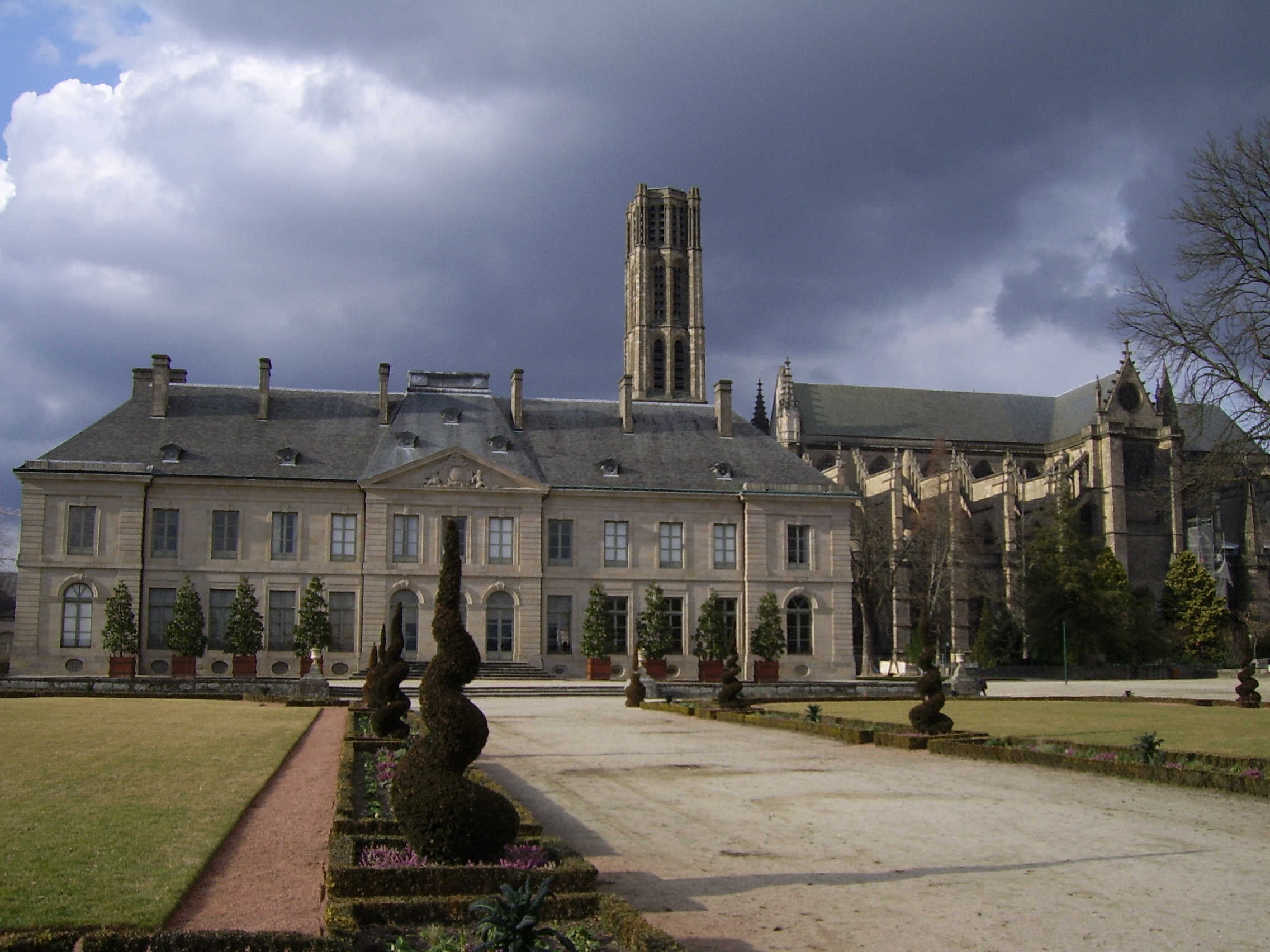
Antiguo palacio episcopal de Limoges, que alberga el museo de la ciudad desde 1912. Al fondo la Catedral de San Esteban

La diócesis tiene 11 085 km² y extiende su jurisdicción sobre los fieles católicos de rito latino residentes en los departamentos de Alto Vienne y Creuse, en la región de Nueva Aquitania.

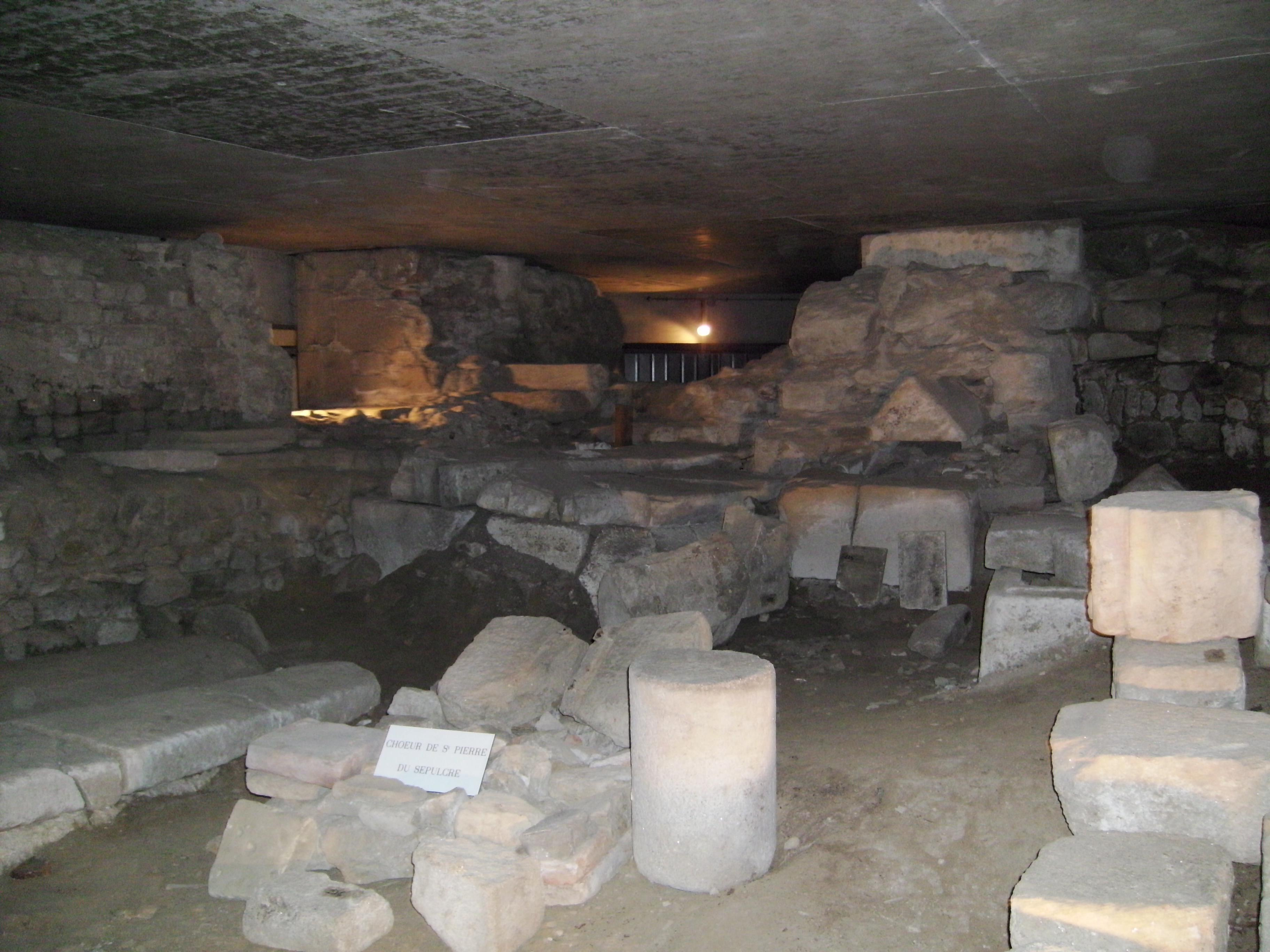
La cripta, redescubierta en 1960 bajo la plaza de la República en Limoges, es todo lo que queda de la abadía de San Marcial construida en el y desmantelada en 1794. En el interior de la cripta se descubrió la tumba de san Marcial, el relicario de santa Valeria y los sarcófagos de los compañeros de Marcial, Alpiniano y Austricliniano

La sede de la diócesis se encuentra en la ciudad de Limoges, en donde se halla la Catedral de San Esteban.

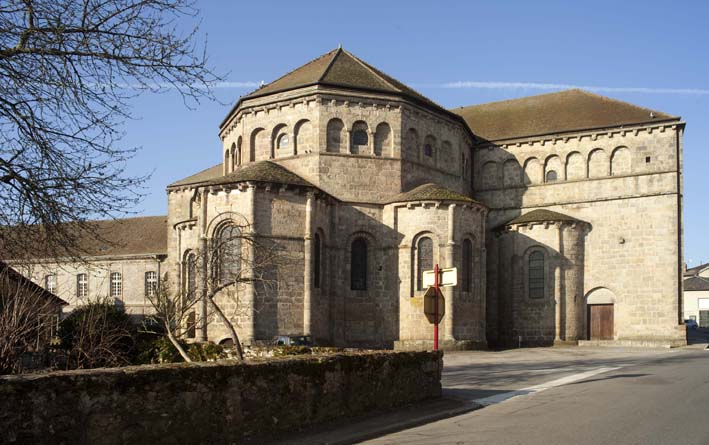
Iglesia de la abadía de San Pedro, en Solignac, fundada por san Eloy en 631 o 632

En 2021 en la diócesis existían 30 parroquias

## Historia
La diócesis de los Lemovices, pueblo de la Galia celta que habita en el Limosín, está atestiguada hacia el siglo III en adelante. Según la tradición, el protoobispo de la diócesis fue san Marcial, uno de los siete obispos enviados desde Roma para evangelizar la Galia.
Lemovicum fue una de las ciudades de la provincia romana de Aquitania I; por lo tanto, la diócesis dependía como sufragánea de la sede metropolitana de Bourges.
A principios del siglo VI, Ruricio I construyó el monasterio y la iglesia de San Agustín en Limoges. A mediados del mismo siglo san Ruricio II erigió la iglesia de San Pedro du Queyroix y la basílica de San Junián en Limoges.
En los primeros siglos de vida, la diócesis vio la expansión de la vida eremita. A partir del siglo V se recuerdan los nombres de los santos ermitaños Amand, Junien, Léonard, Sylvain, Léobon, Goussaud, Vaulry y Pardoux. A finales de siglo y principios del siguiente aparecieron los primeros monasterios. Entre los más conocidos se encuentran los fundados por Aredius (san Yrieix), por san Eloy en Solignac y el de San Marcial en Limoges.
En el año 848 se construyó una iglesia dedicada a San Salvador sobre la cripta de San Marcial. El edificio fue demolido en 1021, para ser sustituido en 1028 por un edificio más grande, que fue consagrado en 1095 por el papa Urbano II, con motivo de su viaje a Francia para lanzar la primera cruzada.
En 1031 Limoges acogió un importante concilio provincial, bajo el liderazgo del obispo Jourdain de Laront y el abad de San Marcial Odolrico, que impuso la pax Dei a los señores feudales de la región e impuso la excomunión a todos aquellos que amenazaran los bienes de la Iglesia. A partir de este momento los obispos de Limoges adquirieron un papel de predominio sobre Limoges y su territorio, ejerciendo un poder tanto espiritual como temporal.
En la Edad Media, la abadía de San Marcial poseía la segunda biblioteca más importante de Francia, después de la abadía de Cluny. Doscientos de los 450 volúmenes originales fueron adquiridos en 1730 por el rey Luis XV de Francia y todavía constituyen una de las colecciones más valiosas de la Biblioteca Nacional de Francia.
San Antonio de Padua estuvo en Limoges entre 1226 y 1227 para fundar allí un monasterio franciscano. Es en Limoges donde el Niño Jesús se apareció a san Antonio.
El 13 de agosto de 1318 el territorio diocesano fue dividido a la mitad debido a la cesión de una parte de su territorio para la erección de la diócesis de Tulle mediante la bula Salvator noster del papa Juan XXII.
Entre las personalidades eclesiásticas originarias del Limosín, se encuentran dos papas, que se sucedieron en la Cátedra de San Pedro: Clemente VI (1342-1352) e Inocencio VI (1352-1362).
Durante las guerras religiosas del siglo XVI, Limosín vivió un período oscuro de devastación y muerte. La reconstrucción católica fue obra principalmente de los obispos Henri y Raymond de la Martonie y, sobre todo, de François de Lafayette y Louis d'Urfé.
El 5 de enero de 1657, el rey Luis XIV de Francia con cartas patentes autorizó la creación del seminario diocesano a petición del obispo François de Lafayette. Casi un siglo después del final del Concilio de Trento, fue el cuarto o quinto seminario abierto en Francia, donde los decretos del concilio no habían sido aplicados.
A raíz del concordato con la bula Qui Christi Domini del papa Pío VII del 29 de noviembre de 1801, la diócesis de Limoges adquirió una nueva fisonomía territorial, coincidiendo con los tres departamentos del Limosín: Corrèze, Alto Vienne y Creuse; incorporó las parroquias de la suprimida diócesis de Tulle, pero al mismo tiempo cedió parroquias a las diócesis vecinas, en particular las de Angulema y Périgueux.
El 6 de octubre de 1822 se restableció la diócesis de Tulle mediante la bula Paternae charitatis del papa Pío VII, obteniendo nuevamente el territorio de la diócesis de Limoges.
El 8 de diciembre de 2002, tras la reorganización de los distritos eclesiásticos franceses, pasó a formar parte de la provincia eclesiástica de la arquidiócesis de Poitiers.

## Estadísticas
Según el Anuario Pontificio 2022 la diócesis tenía a fines de 2021 un total de 406 000 fieles bautizados.
| Año                                                                             | Población            | Población | Población      | Sacerdotes | Sacerdotes    | Sacerdotes    | Bautizados por sacerdote | Diáconos permanentes | Religiosos | Religiosos | Parroquias |
| Año                                                                             | Bautizados católicos | Total     | % de católicos | Total      | Clero secular | Clero regular | Bautizados por sacerdote | Diáconos permanentes | Varones    | Mujeres    | Parroquias |
| ------------------------------------------------------------------------------- | -------------------- | --------- | -------------- | ---------- | ------------- | ------------- | ------------------------ | -------------------- | ---------- | ---------- | ---------- |
| 1950                                                                            | 475 000              | 522 442   | 90.9           | 372        | 355           | 17            | 1276                     |                      | 17         | 610        | 480        |
| 1970                                                                            | ?                    | 500 438   | ?              | 289        | 264           | 25            | ?                        |                      | 25         | 524        | 481        |
| 1978                                                                            | 424 000              | 505 000   | 84.0           | 282        | 208           | 74            | 1503                     | 1                    | 94         | 614        | 481        |
| 1990                                                                            | 432 000              | 506 000   | 85.4           | 217        | 174           | 43            | 1990                     | 2                    | 58         | 405        | 117        |
| 1999                                                                            | 434 000              | 512 000   | 84.8           | 156        | 123           | 33            | 2782                     | 8                    | 41         | 292        | 106        |
| 2000                                                                            | 437 000              | 516 000   | 84.7           | 152        | 119           | 33            | 2875                     | 7                    | 43         | 257        | 106        |
| 2001                                                                            | 405 000              | 478 400   | 84.7           | 138        | 110           | 28            | 2934                     | 7                    | 36         | 243        | 106        |
| 2002                                                                            | 404 800              | 478 100   | 84.7           | 135        | 107           | 28            | 2998                     | 7                    | 36         | 226        | 97         |
| 2003                                                                            | 465 650              | 475 350   | 98.0           | 113        | 91            | 22            | 4120                     | 6                    | 23         | 212        | 97         |
| 2004                                                                            | 382 690              | 478 363   | 80.0           | 126        | 104           | 22            | 3037                     | 6                    | 23         | 214        | 97         |
| 2013                                                                            | 414 000              | 504 200   | 82.1           | 90         | 74            | 16            | 4600                     | 15                   | 27         | 127        | 30         |
| 2016                                                                            | 418 600              | 510 134   | 82.1           | 77         | 67            | 10            | 5436                     | 22                   | 10         | 97         | 30         |
| 2019                                                                            | 407 780              | 496 985   | 82.1           | 75         | 70            | 5             | 5437                     | 20                   | 5          | 64         | 30         |
| 2021                                                                            | 406 000              | 494 885   | 82.0           | 60         | 52            | 8             | 6766                     | 24                   | 11         | 62         | 30         |
| Fuente: Catholic-Hierarchy, que a su vez toma los datos del Anuario Pontificio. |                      |           |                |            |               |               |                          |                      |            |            |            |

## Episcopologio
El catálogo episcopal más antiguo de Limoges se conserva en un manuscrito de Adémar de Chabannes, monje de la abadía de San Marcial, escrito entre 1021 y 1034; este manuscrito fue integrado y ampliado en el siglo XIII por Bernard Itier, otro monje de San Marcial, y posteriormente por Bernardo Gui (circa 1320), autor de la Gesta Lemovicensium episcoporum. Estos autores creen que san Marcial vivió en el siglo I y por eso han multiplicado los nombres de los obispos con el objetivo de llenar el vacío desde el siglo I, fecha de la presunta muerte de san Marcial, hasta el siglo V, cuando están documentados históricamente los primeros obispos limosinos.
- San Marcial † (siglo III)[nota 1]
- Ruricio I † (circa 485-después de 506)
- Ruricio II † (antes del 535-después de 549)
- Beato Esocio o Essocio † (segunda mitad del siglo VI)
- San Ferreolo † (antes del 579-después de 591)[nota 2]
- San Lupo † (antes del 629[nota 3]-mencionado en 632)
- Simplicio †
- Felice † (mencionado en 650)
- Rustico † (mencionado en 672)[nota 4]
- Antsindo † (mencionado en 683)
- Emeno † (antes del 696 o 697-después de 700 circa)
- Agerico †
- San Sacerdote  †[nota 5]
- Regimperto † (mencionado en 817)
- Odoacre † (antes de 832-después de 843)
- Stodilo † (antes de 846-después de noviembre de 860)
- Aldo † (?-7 de octubre de 866 falleció)
- Geilo †[nota 6]
- Anselmo † (circa 870-9 de febrero de 898 falleció)
- Turpio † (898-25 de julio de 944 falleció)
- Ebulo † (antes del 958-después de enero de 969 renunció)
- Hildegaire † (969-992 falleció)
- Alduin † (992 por sucesión-1012 falleció)
- Géraud † (antes del 19 de noviembre de 1012-11 de noviembre de 1020/1022 falleció)
- Jourdain de Laront † (antes del 1029-29 de octubre de 1051 falleció)
- Itier Chabot † (antes del 24 de enero de 1052-9 de julio de 1073 falleció)
- Guy de Laront † (antes del 1076-circa 1086 falleció)
- Humbauld de Saint-Sèvère † (1087-1095 depuesto)
- Guillaume d'Uriel † (antes de febrero de 1097 o 1098-1100 falleció)
- Pierre Viroald † (1100-circa 1104 renunció o falleció)
- Eustorge † (antes del 1106-29 de noviembre circa 1137 falleció)
- Gérald du Cher † (antes del 1142-7 de octubre de 1177 falleció)
- Sebrand Chabot † (1179-marzo de 1198 falleció)
- Jean de Veyrac † (1198-1218 falleció)
- Bernard de Savène † (1219-22 de julio de 1226 falleció)
- Guy de Cluzel † (octubre o noviembre de 1226-enero de 1235 falleció)
  - Guillaume du Puy † (1235-1235 falleció) (obispo electo)
- Durand † (10 de octubre de 1240-29 de diciembre de 1245 falleció)
- Aymeric de La Serre † (1246-2 de julio de 1272 falleció)
- Gilbert de Malemort † (16 de diciembre de 1275-1294 falleció)
- Raynaud de La Porte † (15 de noviembre de 1294-31 de diciembre de 1316 nombrado arzobispo de Bourges)
- Gérard Roger † (12 de enero de 1317-1324 falleció)
- Hélie de Talleyrand-Périgord † (10 de octubre de 1324-4 de enero de 1328 nombrado obispo de Auxerre)
- Beato Roger Le Fort † (7 de enero de 1328-18 de agosto de 1343 nombrado arzobispo de Bourges)
- Nicolas de Besse † (27 de agosto de 1343-1344 renunció)
- Guy de Comborn † (28 de febrero de 1344-14 de mayo de 1347 nombrado obispo de Noyon)
- Jean de Cros † (14 de mayo de 1347-30 de mayo de 1371 renunció)
- Aymeric Chapt de L'Âge-au-Chapt † (18 de julio de 1371-10 de noviembre de 1390 falleció)
- Bernard de Bonneval † (14 de diciembre de 1390-1403 falleció)
- Hugues de Magnac † (16 de enero de 1404-8 de noviembre de 1412 falleció)
  - Pierre d'Ailly † (21 de diciembre de 1412-?) (administrador apostólico)
  - Ranulphe de Pérusse d'Escars † (1412-11 de diciembre de 1426 nombrado obispo de Mende) (antiobispo)
- Hugues de Rouffignac † (16 de marzo de 1418-11 de diciembre de 1426 nombrado obispo de Rieux)
- Pierre de Montbrun † (11 de diciembre de 1426-19 de febrero de 1456 falleció)
- Jean de Barthon I † (11 de abril de 1457-10 de marzo de 1484 nombrado obispo de Nazaret)
- Jean de Barthon II † (10 de marzo de 1484-10 de septiembre de 1510 falleció)
  - Foucault de Bonneval † (27 de febrero de 1511-18 de agosto de 1514 nombrado obispo de Soissons) (obispo electo)
- René de Prie † (18 de agosto de 1514-5 de diciembre de 1516 renunció)
- Philippe de Montmorency † (18 de octubre de 1517-6 de octubre de 1519 falleció)
- Charles de Villiers de L'Isle-Adam † (26 de octubre de 1519-10 de enero de 1530 nombrado obispo de Beauvais)
- Antonio Lascaris di Tenda † (10 de enero de 1530-17 de abril de 1532 nombrado obispo de Riez)
- Jean de Langeac † (17 de abril de 1532-25 de julio de 1541 falleció)
  - Jean du Bellay † (22 de agosto de 1541-13 de agosto de 1544 renunció) (administrador apostólico)
- Antoine Sanguin de Meudon † (13 de agosto de 1544-26 de octubre de 1547 renunció)
- César des Bourguignons † (26 de octubre de 1547-1558 falleció)
- Sébastien de L'Aubespine † (23 de marzo de 1558-2 de julio de 1582 falleció)
- Jean de L'Aubespine † (22 de agosto de 1583-16 de marzo de 1587 nombrado obispo de Orleans)
- Henri de La Marthonie † (13 de julio de 1587-7 de octubre de 1618 falleció)
- Raymond de La Marthonie † (7 de octubre de 1618 por sucesión-11 de enero de 1627 falleció)
- François de Lafayette † (29 de noviembre de 1627-3 de mayo de 1676 falleció)
- Louis de Lascaris d'Urfé † (16 de noviembre de 1676-30 de junio de 1695 falleció)
- François de Carbonnel de Canisy † (23 de enero de 1696-antes del 13 de septiembre de 1706 renunció)
- Antoine de Charpin de Genetines † (13 de septiembre de 1706-6 de febrero de 1730 renunció)
- Benjamin de L'Isle du Gast † (14 de agosto de 1730-6 de septiembre de 1739 falleció)
- Jean-Gilles du Coêtlosquet † (14 de diciembre de 1739-11 de noviembre de 1758 renunció)
- Louis-Charles du Plessis d'Argentré † (18 de diciembre de 1758-28 de marzo de 1808 falleció)[nota 7]
- Marie-Jean-Philippe Dubourg † (1 de junio de 1802-31 de enero de 1822 falleció)
- Jean-Paul-Gaston de Pins † (27 de septiembre de 1822-27 de diciembre de 1823 nombrado administrador apostólico de Lyon[nota 8])
- Prosper de Tournefort † (21 de marzo de 1825-7 de marzo de 1844 falleció)
- Bernard Buissas † (17 de junio de 1844-24 de diciembre de 1856 falleció)
- Florian-Jules-Félix Desprez † (19 de marzo de 1857-26 de septiembre de 1859 nombrado arzobispo de Toulouse)
- Félix-Pierre Fruchaud † (26 de septiembre de 1859-27 de octubre de 1871 nombrado arzobispo de Tours)
- Alfred Duquesnay † (22 de diciembre de 1871-13 de mayo de 1881 nombrado arzobispo de Cambrai)
- Pierre Henri Lamazou † (13 de mayo de 1881-11 de julio de 1883 falleció)
- François-Benjamin-Joseph Blanger † (9 de agosto de 1883-11 de diciembre de 1887 falleció)
- Firmin-Léon-Joseph Renouard † (1 de junio de 1888-30 de noviembre de 1913 falleció)
- Hector-Raphaël Quilliet † (24 de diciembre de 1913-18 de junio de 1920 nombrado obispo de Lille)
- Alfred Flocard † (16 de diciembre de 1920-3 de marzo de 1938 falleció)
- Louis-Paul Rastouil † (21 de octubre de 1938-7 de abril de 1966 falleció)
- Henri Gufflet † (7 de abril de 1966 por sucesión-13 de julio de 1988 retirado)
- Léon-Raymond Soulier † (13 de julio de 1988 por sucesión-24 de octubre de 2000 retirado)
- Christophe Dufour (24 de octubre de 2000-20 de mayo de 2008 nombrado arzobispo coadjutor de Aix)
- François Kalist (25 de marzo de 2009-20 de septiembre de 2016 nombrado arzobispo de Clermont)
- Pierre-Antoine Bozo, desde el 11 de mayo de 2017